# Rhodactis rhodostoma
Rhodactis rhodostoma är en korallart som först beskrevs av Ehrenberg 1834.  Rhodactis rhodostoma ingår i släktet Rhodactis och familjen Corallimorphidae. Inga underarter finns listade i Catalogue of Life.